# Jochen Reiser

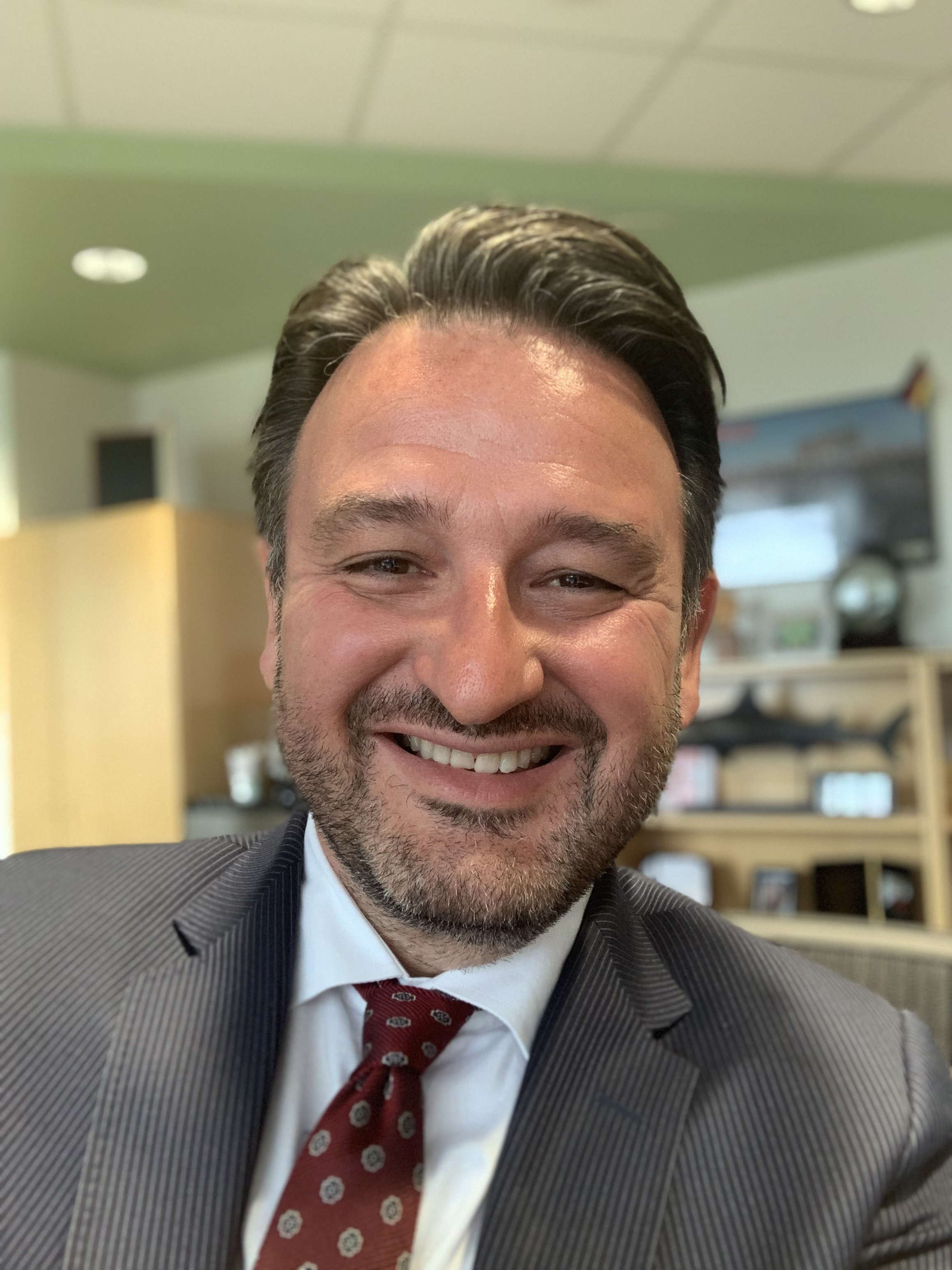
Jochen Reiser (2019)

Jochen Reiser (* 23. Juni 1971 in Remchingen) ist ein deutsch-amerikanischer Nephrologe, Medizinwissenschaftler und Hochschulpräsident. Er ist Präsident der University of Texas Medical Branch (UTMB) und Geschäftsführer des UTMB Health Systems.

## Leben
Reiser wuchs in Remchingen-Nöttingen auf.
Er absolvierte sein Medizinstudium sowie seine Promotion an der Ruprecht-Karls-Universität Heidelberg mit summa cum laude. Seine Dissertation Pathobiologie der Podozyten: Molekulare Analyse der glomerulären Schlitzmembran und Fortsatzdynamik von Podozyten verfasste er am Institut für Anatomie und Zellbiologie.
Er war Postdoktorand für Molekular- und Zellbiologie sowie Nierenerkrankungen am Albert Einstein College of Medicine, wo er auch von 2000 bis 2003 seine Facharztausbildung in Innerer Medizin absolvierte. Anschließend absolvierte er eine nephrologische Fachausbildung an der Harvard Medical School sowie den angeschlossenen Krankenhäusern Massachusetts General Hospital und Brigham and Women’s Hospital.
Reiser begann seine akademische Laufbahn 2005 als Assistenzprofessor an der Harvard Medical School. 2007 gründete er das erste Glomeruläre-Erkrankungen-Programm am Massachusetts General Hospital, das erste seiner Art an einem Harvard-assoziierten Krankenhaus.
Später wechselte er an die University of Miami Miller School of Medicine, wo er als Professor für Anatomie und Zellbiologie sowie als Leiter der nephrologischen Abteilung tätig war. Zudem war er Direktor des Peggy and Harold Katz Family Drug Discovery Institute.
Im Jahr 2012 wurde Reiser zum interimistischen Dekan der Medizinischen Fakultät und anschließend als Ralph C. Brown Professor und Vorsitzender der Inneren Medizin an das Rush University Medical Center berufen.
Reiser erhielt den wissenschaftlichen Ehrenpreis der DGfN 2016. Er ist seit 2017 Mitglied der Deutschen Akademie der Naturforscher Leopoldina.
Seit Mai 2023 ist er Präsident der University of Texas Medical Branch in Galveston.

## Forschung
Reisers Forschung konzentriert sich auf die molekularen Ursachen von Nierenerkrankungen. Besonders bekannt wurde er durch die Entdeckung der Rolle von suPAR (soluble urokinase plasminogen activator receptor) als Risikofaktor für chronische Nierenerkrankung (CKD) sowie akutes Nierenversagen (AKI).
Die suPAR-Forschung wurde 2018 im Wissenschaftsmagazin Science hervorgehoben.
Er ist Mitgründer des Biotechunternehmens Walden Biosciences in Cambridge (Massachusetts), das sich auf neue Therapien bei Nierenerkrankungen spezialisiert.